# Tanner (Waszyngton)
Tanner – jednostka osadnicza w Stanach Zjednoczonych, w stanie Waszyngton, w hrabstwie King.